# Travel management
Con i termini travel management o business travel management le aziende intendono non solo la prenotazione e l'organizzazione di viaggi d'affari, ma anche l'intera gestione del processo di prenotazione e fatturazione dei viaggi. A ciò si aggiunge:
- l'acquisto strategico di servizi di viaggio, ad es. ferrovia, aereo, prenotazioni di hotel e vetture a noleggio, la fatturazione completa delle spese di viaggio e il controlling delle spese di viaggio
- la gestione del parco veicoli e la gestione e il controllo del giornale di bordo
- l'organizzazione e la realizzazione di manifestazioni (meeting, incentive, incontri, congressi e altri viaggi di gruppo) – insieme a offerte turistiche e altri servizi affini lo sviluppo, la realizzazione e il completamento di sistemi di travel management per ottimizzare le procedure di viaggio
- consulenza alle aziende su qualsiasi tipo di problematiche legate al settore del business travel management, la creazione e il controllo delle direttive di viaggio interne all'azienda

Le seguenti aziende si occupano in senso stretto di travel management:
- travel management company
- catene di agenzie di viaggio o singole agenzie
- industrie alberghiere e della ristorazione
- organizzatori di meeting, incentive, congressi ed eventi aziendali
- fornitori di servizi di trasporto
- fornitori di sistemi di self booking e gestione integrata delle note spese.
- G.d.s | Global Distribution System

- professione travel manager e travel assistant

Uno degli ambiti di interazione in Italia per la business travel community è costituito da BizTravel Forum (www.biztravelforum.it) giunto a novembre del 2014, alla dodicesima edizione. La dodicesima edizione si è svolta presso MiCo - Milano Congressi, Fiera Milano City dal 25 al 26 novembre 2014.
In ambito business travel e travel management, una delle ricerche più riconosciute e accreditate è la Business Travel Survey: un'indagine che mira a monitorare l'andamento del business travel in Italia attraverso l'analisi dei trend di spesa e dei comportamenti d'acquisto di un campione selezionato di aziende in determinati periodi. La ricerca è realizzata in partnership tra The European House Ambrosetti, Uvet American Express, L'Istituto Bruno Leoni, L'Università Milano Bicocca e L'Osservatorio Business Travel 2014 a cura di Andrea Guizzardi della Scuola Superiore Scienze Turistiche di Bologna. Quest'anno la Business Travel Survey uscirà con la Nona Edizione. 